# Souto (Arcos de Valdevez)
Souto ist ein Ort und eine ehemalige Gemeinde (Freguesia) im nordportugiesischen Kreis Arcos de Valdevez. In der Gemeinde lebten 622 Einwohner (Stand 30. Juni 2011).
Am 29. September 2013 wurden die Gemeinden Souto und Tabaçô zur neuen Gemeinde União das Freguesias de Souto e Tabaçô zusammengefasst. Souto ist Sitz dieser neu gebildeten Gemeinde.